# NHL 95
NHL 95 est un jeu vidéo de hockey sur glace sorti le 8 décembre 1994 et fonctionne sur Mega Drive et Super Nintendo. Le jeu a été développé par Electronic Arts puis édité par EA Sports. L'ailier droit Alexei Kovalev des Rangers de New York déjouant le gardien de but Kirk McLean des Canucks de Vancouver lors de la Finale de Coupe Stanley de 1994 figurent sur la couverture du jeu NHL 95.

## Accueil
- AllGame : 3,5/5 (SNES)[1]
- Computer Gaming World : 4/5 (DOS)[2]